# Parajón
Luis Alberto Rojo Parajón (Oviedo, Asturias, España, 8 de marzo de 1931 -  ib., 13 de agosto de 1961), conocido como Parajón, fue un futbolista español que jugó en varios equipos de la Primera División y Segunda División españolas en la década de los 1950.

## Clubes
| Club                       | País   | Año       | Categoría        | Partidos | Goles |
| -------------------------- | ------ | --------- | ---------------- | -------- | ----- |
| Real Oviedo                | España | 1950-1952 | Segunda División | 27       | 11    |
| Unión Deportiva Las Palmas | España | 1952-1953 | Primera División | 6        | 1     |
| Unión Deportiva Las Palmas | España | 1953-1954 | Segunda División | 7        | 0     |
| Real Oviedo                | España | 1954-1956 | Segunda División | 16       | 3     |
| C.P. La Felguera           | España | 1956-1957 | Segunda División | 10       | 2     |
| Córdoba C.F.               | España | 1957-1958 | Segunda División | 13       | 0     |
| S.D. Ponferradina          | España | 1959-1961 | Tercera División | 14       | 8     |